# Il rito (film 2011)
Il rito (The Rite) è un film del 2011 diretto da Mikael Håfström e ispirato al saggio Il rito. Storia vera di un esorcista di oggi di Matt Baglio (2009).

## Trama
Michael Kovak è il figlio di un impresario di pompe funebri: è un giovane americano che decide di entrare in seminario più per fuggire dall'attività del padre e crearsi un'istruzione che non per vera vocazione. Tale assenza di vocazione lo porta, alla fine del suo percorso di studi, a voler abbandonare la scelta di diventare sacerdote. Il suo padre spirituale, Padre Matthew, che invece crede nelle sue qualità, lo invita, prima di abbandonare la vita ecclesiastica, a partecipare a Roma ad un corso sull'esorcismo.
Michael accetta anche se con riluttanza e, mentre si trova a Roma, viene messo in contatto con un prete dai metodi poco ortodossi, padre Lucas, che gli presenta il lato più oscuro della sua fede. Qui incontra anche la giornalista Angelina, intenta a scrivere un articolo riguardo l'esorcismo. Il ragazzo, dubitando del suo credo religioso, trova la sua occasione per dimostrare la propria fede quando vengono incaricati entrambi di seguire un presunto caso di possessione. Incontrano così una giovane ragazza incinta che cercano di aiutare e che fa vivere loro un'esperienza fuori dal normale. La ragazza viene posseduta dal demonio e dopo la sua morte un susseguirsi di strani avvenimenti porta il giovane Michael ad affrontare una volta per tutte la sua miscredenza e ad esorcizzare addirittura il suo mentore, padre Lucas, con l'aiuto della giornalista. Prima del ritorno di Michael in America, Lucas gli raccomanda di non abbandonare la sua vocazione. Alla fine Michael accetta il ruolo di prete e di esorcista, Lucas continua a praticare l'esorcismo a Firenze e la giornalista scrive il suo articolo.

## Riconoscimenti
- Nastri d'argento 2011 - Miglior attrice non protagonista a Marta Gastini
- Premio L'Oréal Paris per il cinema (2011) - Festival del cinema di Venezia a Marta Gastini

## Produzione
Nel dicembre 2007 la New Line Cinema acquistò i diritti cinematografici del libro Il rito. Storia vera di un esorcista di oggi del giornalista Matt Baglio, all'epoca ancora in fase di scrittura, ispirato a vicende che l'autore dichiara essere realmente accadute, per un possibile adattamento cinematografico futuro accordandosi con Michael Petroni per scrivere la sceneggiatura prima dell'inizio dello sciopero degli sceneggiatori previsto per qualche tempo dopo. Ad affiancare la New Line nel finanziamento del progetto, la compagnia Contrafilm di Beau Flynn, Fletcher & Parry Films e Tripp Vinson.
Nel febbraio 2010, la New Line in collaborazione con la Warner Bros. annunciò tramite il The Hollywood Reporter che Anthony Hopkins avrebbe partecipato in qualità di attore protagonista nel ruolo dell'esorcista, diretto dallo svedese Mikael Håfström, con Richard Brener e Merideth Finn supervisori della realizzazione per la New Line, Christy Fletcher coproduttore, Tripp Vinson, Beau Flynn e la sua Contrafilm ancora indicati come produttori. Nello stesso periodo, con solo ufficializzata la presenza di Hopkins nel cast, la New Line avviò il processo di selezione del personale artistico.
Per i ruoli più rilevanti in marzo fu scritturato Colin O'Donoghue ad affiancare Anthony Hopkins come coprotagonista e in maggio fu il turno delle italiane Marta Gastini e Maria Grazia Cucinotta. Il cast del film è composto da altri attori italiani, quali Arianna Veronesi, Andrea Calligari, Giampiero Ingrassia e Cecilia Dazzi.
Le riprese sono state effettuate tra Budapest, Roma e Blue Island (Illinois), dal 17 maggio a metà giugno.

## Promozione
Il 21 ottobre 2010 è stato presentato agli Scream Award il primo trailer in lingua inglese, successivamente pubblicato in rete da Apple.
Il primo trailer in lingua italiana è stato distribuito il 25 novembre.

## Distribuzione
Il rito è uscito nel circuito cinematografico americano il 28 gennaio 2011 e in Italia l'11 marzo su distribuzione della Warner Bros. La compagnia arrivò a stabilire la data d'uscita nel maggio 2010, quando la Dark Castle Production annunciò la cancellazione di The Factory, un thriller poliziesco con John Cusack, dai propri piani di distribuzione per il futuro, la cui uscita era prevista per lo stesso periodo.